# К-офис
К-офис (енгл. KOffice) је пакет канцеларијског софтвера отвореног кода који је доступан за оперативне системе Windows, линукс, Mac OS X и Хаику. У основној верзији састоји се од текстуалног уређивача К-ворд, табеларног уређивача К-спред и програма за презентације К-презентер.

## Карактеристике
К-офис је изворно написан за ГНУ/Линукс, али од 2. верзије подржава и Windows и Mac OS X. Пуна верзија укључује следеће програме:
|  | К-ворд             | натписуални уређивач         |
|  | К-спред            | Табеларни прорачуни          |
|  | К-презентер        | Израда презентација          |
|  | Кекси              | Базе података                |
|  | Кивио              | Израда дијаграма             |
|  | Карбон-14          | Векторско цртање             |
|  | Крита              | Обрада слика                 |
|  | Кугар и К-графикон | Израда извештаја и графикона |
|  | К-формула          | Уређивач формула             |
|  | К-плато            | Управљање пројектима         |

## Конкурентност
Водећи пакет канцеларијског софтвера на тржишту је Microsoft Office, који не поседује верзију за ГНУ/Линукс. Поред те чињенице, корисници оперативних система отвореног кода имају навику да користе и програме отвореног кода. Због тога је покренуто неколико пројеката за израду слободних канцеларијских софтверских пакета међу којима су најзначајнији OpenOffice.org, Гном офис и К-офис.

## Технички детаљи
К-офис је дизајниран за рад под КДЕ платформом коришћењем Qt радног оквира и КДЕ библиотеке.